# Dariusz Andrzej Sikorski
Dariusz Andrzej Sikorski (ur. 1967) – polski historyk mediewista, doktor habilitowany nauk humanistycznych, profesor Uniwersytetu im. Adama Mickiewicza w Poznaniu.

## Życiorys
Doktorat pod kierunkiem Jerzego Strzelczyka w 1999 (Wpływy anglosaskie na skryptoria kontynentalne do końca IX wieku) w Instytucie Historii UAM, habilitacja tamże w 2011 (Kościół w Polsce za Mieszka I i Bolesława Chrobrego (Rozważania nad granicami poznania historycznego)).
Pracownik naukowy Zakładu Historii Średniowiecznej w Instytucie Historii UAM w Poznaniu. Obszarem zainteresowań badawczych jest historia Polski średniowiecznej do XII wieku, a także historia Słowiańszczyzny zachodniej, Francji, Niemiec i Wysp Brytyjskich, historia historiografii, metodologia historii oraz antropologia historyczna.

## Wybrane publikacje
- Grzegorz z Tours, Historie: historia Franków, przeł. Kazimierz Liman, Teofil Richter, wstęp, oprac., komentarz Dariusz Andrzej Sikorski, Kraków: "Tyniec" 2002.
- Kronika Ademara z Chabannes  —  odzyskane  źródło  dla  najwcześniejszych  dziejów  Polski, Studia Źródłoznawcze 40, 2002
- Anglosasi i wpływy anglosaskie w skryptoriach karolińskich do końca IX wieku (studium paleograficzno-kodykologiczne), Poznań: Instytut Historii Uniwersytetu im. Adama Mickiewicza 2005.
- Chrzest Czech, Poznań: Drukarnia i Księgarnia Świętego Wojciecha 2006.
- (redakcja) Cognitioni gestorum: studia z dziejów średniowiecza dedykowane Profesorowi Jerzemu Strzelczykowi, red. Dariusz A. Sikorski, Andrzej M. Wyrwa, Poznań - Warszawa: Wydawnictwo DiG 2006.
- Od pogańskich sanktuariów do chrześcijańskich kościołów na Słowiańszczyźnie Zachodniej, [w:] Sacrum pogańskie - sacrum chrześcijańskie. Kontynuacja miejsc kultu we wczesnośredniowiecznej Europie Środkowej, red. K. Bracha, C. Hadamik, Wyd. DiG Warszawa 2010, s. 405-427.
- Powstanie państwa Piastów w świetle najnowszych badań archeologii średniowiecznej, Roczniki Historyczne, 57(2011), s. 205-228.
- Początki Kościoła w Polsce: wybrane problemy, Poznań: Wydawnictwo Poznańskiego Towarzystwa Przyjaciół Nauk 2012.
- (redakcja) Archaeologia versus historiam - historia versus archaeologiam czyli Jak wspólnie poznawać średniowiecze?, pod red. M. Brzostowicza, M. Przybyła, Dariusza A. Sikorskiego, Poznań: Wydawnictwo Poznańskiego Towarzystwa Przyjaciół Nauk 2012.
- (redakcja) Vademecum historyka mediewisty, red. nauk. Jarosław Nikodem, Dariusz Andrzej Sikorski, Warszawa: Wydawnictwo Naukowe PWN 2012.
- Wczesnopiastowska architektura sakralna (jako źródło historyczne do dziejów Kościoła w Polsce), Poznań: Wydawnictwo Poznańskiego Towarzystwa Przyjaciół Nauk 2012, ss.223
- Kościół w Polsce za Mieszka I i Bolesława Chrobrego: rozważania nad granicami poznania historycznego, Poznań: Wydawnictwo Naukowe Uniwersytetu im. Adama Mickiewicza 2011 (wydanie 2. poprawione i uzupełnione w 2013).
- Mieszko Pierwszy Tajemniczy i jeszcze bardziej tajemnicza metoda historiograficzna, Roczniki Historyczne, 79(2013), s. 183-203. (recenzja książki: P. Urbańczyk "Mieszko Pierwszy Tajemniczy", Toruń 2013)
- Organizacja wczesnego polskiego Kościoła w pierwszej monarchii piastowskiej. Niektóre problemy badawcze, [w:] Chrzest Mieszka I i chrystianizacja państwa Piastów, red. J. Dobosz, M. Matla, J. Strzelczyk, Poznań 2017, s. 199-220

## Nagrody
- Nagroda Klio za 2011 rok
- Nagroda rektora III stopnia 2012